# Demulgator
Ein Demulgator (auch Emulsionsspalter, Organische Spalter, Emulsionstrennmittel) ist eine Tensidverbindung oder ein Gemisch von Tensidverbindungen in einem geeigneten Lösungsmittelsystem zur Trennung einer Emulsion in ihre Bestandteile. Er wirkt durch Destabilisierung des Emulsionssystems im Wege der Verdrängung der bereits absorbierten, das System stabilisierenden Tenside, der Emulgatoren.
Verwendung finden Demulgatoren in der Rohöl- und Abwasser-Konditionierung, zum Beispiel in Emulsionsspaltanlagen.

## Demulgatoren zur Spaltung von Emulsionen und zur Öl-Rückgewinnung
Bei vielen technischen petrochemischen Prozessen ist die Bildung stabiler w/o-Emulsionen unerwünscht, beispielsweise bei der Entsalzung (Entfernung von Elektrolyten durch Waschen mit Wasser) von Ölen im Rahmen der Altölaufbereitung, Verarbeitung von Ölrückständen oder der Rohölbehandlung. Insbesondere in der Chemischen Industrie gibt es viele Beispiele für eine unerwünschte Emulsionsbildung bzw. dem Interesse einer schnellen „Zerstörung“ der Emulsion, genannt Emulsionsbrechung oder Emulsionsspaltung, etwa wenn Wasser von einer organischen Phase abgetrennt werden soll.
Bei Emulsionen vom w/o Typ liegen feinst verteilte Wassertröpfchen als homogene Mischung in der organischen Phase vor. Dieser energetisch quasistabile Zustand kann durch den Eintrag von mechanischer Energie (zum Beispiel Emulgieren durch schnelles Rühren) oder durch die Wirkung oberflächenaktiver/grenzflächenaktiver Substanzen, das heißt Tenside/Emulgatoren hervorgerufen werden. Selbst für eigentlich ganz andere Zwecke zugesetzte Additive, beispielsweise Korrosionsinhibitoren, Biozide, können emulgierende Wirkung haben. Emulsionen können auch durch elektrische Ladungen (Polarisierungen) stabilisiert werden (polare organische Phase oder Änderungen des pH-Wertes im Produktions-/Verfahrensprozess infolge der Zugabe von Säuren/Basen).
Emulsionsstabilität ist relativ. Eine Entmischung von Wasser und organischer Phase nach Monaten ist für kontinuierliche Produktionsprozesse uninteressant da viel zu langsam. Derartige Emulsionen werden daher als stabil bezeichnet. Besondere Probleme bereiten Emulsionen, die sich nur teilweise trennen (lassen) und zwischen Wasser und organischer Phase eine schwierig oder nicht zu trennende Mischphase aufweisen (keine klare Phasengrenze/„Interface“).
Zur gezielten Emulsionsspaltung (das heißt Emulsionstrennung bzw. Wasserabtrennung) versucht man, die Phasentrennung stark zu beschleunigen bzw. die Emulsionsbildung zu verhindern. Dies kann durch die Zugabe von chemischen Stoffen (Demulgatoren, Emulsionstrenner, Emulsionsspaltmittel genannt) erreicht werden bzw. durch Vermeidung von Energieeintrag oder grenzflächenaktiven Additiven. Zur Destabilisierung und Emulsionstrennung sind nach dem Stand der Technik prinzipiell folgende Methoden geeignet und können ggf. auch mit elektrostatischen Verfahren wie der Elektroflotation kombiniert werden:
- Zusatz von Demulgatoren zur Änderung mikroenergetischer Verhältnisse (Ladungen, Polarisierungen an der Grenzfläche), das heißt Verringerung der Abstoßungskräfte der fein verteilten Wassertröpfchen.
- Modifizierung grenzflächenaktive Substanzen (Emulgatoren), um deren Wirkung zu blockieren (zum Beispiel Säurebehandlung, falls anionische Tenside Grund der Emulsionsbildung sind).

Die Zugabe von Demulgatoren ist typisch für die Behandlung von w/o-Emulsionen oder die Vermeidung deren Bildung, während die Verringerung der emulgierenden Wirkung vorhandener Tenside eher für o/w-Emulsionen (Beispielsweise Abwasserbehandlung, Entölung) angewandt und mit weiteren Verfahrensschritten (Zugabe von Primärflockungsmitteln / Flockungshilfsmitteln) kombiniert wird. Eines der bedeutendsten Beispiele für die „Unterdrückung“ einer Emulsionsbildung ist die Zugabe entsprechender „non-emulsifiers“ in wässrige Flüssigkeiten, die man zur effektiveren Ölförderung in das Ölfeld pumpt um durch Risserzeugung das Gestein durchlässiger für das Rohöl zu machen (Fracturing-Verfahren). Prinzipiell sind als Demulgatoren alle grenzflächenaktiven Substanzen denkbar, welche in einer Emulsion geeignet sind, die Oberflächenenergien an der Grenzflächen derart zu beeinflussen, dass sich die feinst verteilten Wassertröpfchen zu größeren Tropfen vereinigen können. Diese größeren Tropfen können sich dann wesentlich besser abscheiden (Phasentrennung). Dementsprechend werden hierzu Chemikalien verschiedener Substanzklassen unter den Bezeichnungen Emulsionsbrecher, Emulsionstrennmittel, Entsalzer oder Demulgator angeboten.

## Beispiele
- w/o-Emulsion: Wasser in Öl (Wasser in organischer Phase)
- o/w-Emulsion: Öl in Wasser (organische Phase in Wasser)